# Rafał Sura
Rafał Bogumił Sura (ur. 14 maja 1979 w Przemyślu) – polski prawnik, specjalizujący się w prawie finansowym i administracyjnym, doktor habilitowany nauk prawnych. Członek Trybunału Stanu w latach 2015–2016, członek Rady Polityki Pieniężnej w latach 2016–2022, od 2022 członek Zarządu Narodowego Banku Polskiego.

## Życiorys
Absolwent Liceum Administracji Państwowej i Samorządowej w Przemyślu. W 2003 ukończył studia prawnicze na Katolickim Uniwersytecie Lubelskim. Na Wydziale Prawa, Prawa Kanonicznego i Administracji KUL uzyskiwał kolejne stopnie naukowe w zakresie nauk prawnych – w 2008 doktora (na podstawie pracy pt. Bankowy tytuł egzekucyjny jako podstawa dochodzenia wierzytelności bankowych), a w 2014 doktora habilitowanego (w oparciu o rozprawę zatytułowaną Bankowy Fundusz Gwarancyjny jako podmiot administrujący).
Jako nauczyciel akademicki związany od 2003 z KUL, został adiunktem w Instytucie Administracji. Zatrudniony również w Państwowej Wyższej Szkole Techniczno-Ekonomicznej w Jarosławiu. Od 2012 do 2013 pracował na Uniwersytecie Rzeszowskim. Był też urzędnikiem samorządowym w Przemyślu, m.in. dyrektorem kancelarii prezydenta miasta i pełnomocnikiem prezydenta miasta. W 2013 uzyskał uprawnienia radcy prawnego.
18 listopada 2015 z rekomendacji Prawa i Sprawiedliwości wybrany na członka Trybunału Stanu. 16 listopada 2016 został wybrany przez Senat w skład Rady Polityki Pieniężnej, odchodząc w konsekwencji z Trybunału Stanu. Z RPP odszedł w lipcu 2022 na kilka miesięcy przed końcem kadencji. W sierpniu tegoż roku został członkiem Zarządu Narodowego Banku Polskiego. W tym samym miesiącu powołany na stanowisko sędziego Naczelnego Sądu Administracyjnego (jednak nie złożył ślubowania).